# بيتن سيفا
بيتن سيفا (بالإنجليزية: Peyton Siva)‏ مواليد 24 أكتوبر 1990 في سياتل، هو لاعب كرة سلة محترف أمريكي بدأ مسيرته الاحترافية في سنة 2013 حيث تم اختياره من قبل فريق ديترويت بيستونز خلال الدرافت، يلعب مع فريق يوفي كازيرتا باسكت في ليغا باسكيت الدرجة الأولى كلاعب هجوم خلفي ويحمل الرقم 3. يبلغ طوله 6 قدم 0 بوصة (1.8 م).

## فرق لعب لها
- ديترويت بيستونز
- يوفي كازيرتا باسكت

## إحصائيات المسيرة

### الموسم الاعتيادي
| السنة   | الفريق          | لعب | بدأ | دقيقة | ميداني% | ثلاثية | حرة  | ارتداد | صنع | استلاب | تصدي | نقطة |
| ------- | --------------- | --- | --- | ----- | ------- | ------ | ---- | ------ | --- | ------ | ---- | ---- |
| 2013–14 | ديترويت بيستونز | 24  | 0   | 9.3   | .316    | .280   | .733 | .6     | 1.4 | .4     | .0   | 2.3  |
| المسيرة |                 | 24  | 0   | 9.3   | .316    | .280   | .733 | .6     | 1.4 | .4     | .0   | 2.3  |

## روابط خارجية
- بيتن سيفا على موقع الدوري الأوروبي لكرة السلة (الإنجليزية)
- بيتن سيفا على موقع إن بي أي (الإنجليزية)
- بيتن سيفا على موقع سبورتس رفرنس (الإنجليزية)
- بيتن سيفا على موقع كرة السلة الأوروبية.كوم (الإنجليزية)
- بيتن سيفا على موقع كلية كرة السلة في سبورتس رفرنس.كوم (الإنجليزية)
- بيتن سيفا على موقع ريلجم (الإنجليزية)
- بيتن سيفا على موقع بروبوليرز (الإنجليزية)
- بيتن سيفا على موقع سبورتس رفرنس (الإنجليزية)
- بيتن سيفا على موقع سبورتس رفرنس (الإنجليزية)